# Cineplexx
Cineplexx je kompanija za filmove koji ima sedište u Austriji. Bioskop je osnovan 1993. i posluje kao multipleks.
Osnovan je u Austriji, gde ima 27 bioskopa. Kompanija se proširila na Jugoistočnu Evropu krajem 2000. godine. Kompanija je rasprostranjena na ovim područjima: Maribor, Celje, Murska Sobota, Novo Mesto, Kranj i Koper u Sloveniji; Zagreb i Split u Hrvatskoj; Beograd, Niš, Kragujevac, Novi Sad, Priština i Prizren u Srbiji; Podgorica u Crnoj Gori; Tirana u Albaniji; Skoplje u Severnoj Makedoniji; Banja Luka u BiH; Solun u Grčkoj; i Satu Mare i Bukurešt u Rumuniji. Na Zapadu ima samo jedan bioskop u Bolcanu, Južni Tirol, Italija.
Cineplexx bioskop godišnje poseti preko 12 miliona posetilaca širom Evrope.

## Istorija kompanije
Prvi Cineplexx bioskop otvoren je 31. oktobra 1996. u Grazu. Bilo je to nakon otvaranja Apollo bioskopa (klasičnog bioskopa) u decembru 1993. godine. Najveći Cineplexx izgrađen je u novembru 1999. Međutim, ponovo je zatvoreno 2011. godine.
U martu 2001. godine, Cineplexx preuzima 1999. godine Loews Corporation multipleks bioskopa otvorena u Auhofu (sada: Cineplexx Wien Auhof ) te je u decembru 2002. godine u bioskopu u Vienna Twin Towers nemačkog Cinestar Grupa, koja se od tada naziva Cineplexx Wienerberg. 2004 Constantin takođe obrađuje otvorenu u 1999. multipleks bioskop u Dunav centru.
Godine 2006. lanac Cineplexx imao je 24 bioskopa sa 56 dvorana i gotovo 33.000 mesta od ukupno 176 bioskopa širom Austrije s 560 dvorana i 101.000 mesta. Za 2006. ovo predstavlja udeo od 33% ukupnog kapaciteta posetilaca austrijskih bioskopa. Od tada je broj bioskopa povećan na 28, od toga je 21 Cineplexx Kinocenter.
12. maj 2009. otvoren je prvi bioskop Cineplexx izvan Austrije u Bolcanu (Južni Tirol), s 7 filmskih kazališta i ukupno 1.416 sedećih mesta. To je prvi višejezični bioskop u Italiji koji je potpuno digitalizovan, ali ima i analogne projektore.

## Cineplexx u Austriji
Trenutno na prostoru Austrije radi 20 Cineplexx bioskopa širom zemlje:
- 1. Apollo Kino Beč
- 2. Cineplexx Amšteten
- 3. Cineplexx Dunavpleks
- 4. Cineplexx Grac
- 5. Cineplexx Hoenems
- 6. Cineplexx Inzbruk
- 7. Cineplexx Lauterah
- 8. Cineplexx Leoben
- 9. Cineplexx Linc
- 10 .Cineplexx Matersburg
- 11. Cineplexx Salzburg Airport
- 12. Cineplexx Salcburg
- 13. Cineplexx Špital
- 14. Cineplexx Filah
- 15. Cineplexx Beč Auhof
- 16. Cineplexx Viner nojštat
- 17. Cineplexx Vinerberg
- 18. Cineplexx Vergl
- 19. Cineplexx Bocen
- 20. Village Cinema Beč

## Cineplexx u Srbiji
| Grad       | Bioskop                        | Adresa                     | Dvorane | Kapacitet | Prostor za invalidska kolica | Otvoreno od        |
| ---------- | ------------------------------ | -------------------------- | ------- | --------- | ---------------------------- | ------------------ |
| Beograd    | Cineplexx 4D Delta City        | Jurija Gagarina 16/16A     | 6       | 1105      | 26                           | 8. decembra 2011.  |
| Kragujevac | Cineplexx Big Kragujevac       | Bulevar Kraljice Marije 56 | 6       | 1100      | 13                           | 20. marta 2012.    |
| Beograd    | Cineplexx Ušće Shopping Center | Bulevar Mihajla Pupina 4   | 11      | 2137      | 25                           | 9. aprila 2014.    |
| Niš        | Cineplexx Niš                  | Bulevar Medijana 21        | 5       | 838       | 11                           | 10. novembra 2016. |
| Priština   | Cineplexx Prishtina            | Industrijska zona          | 8       | 1000      | 11                           | 30. novembra 2016. |
| Beograd    | Cineplexx Big Beograd          | Višnjička 84               | 8       | 1300      | 14                           | 20. aprila 2017.   |
| Novi Sad   | Cineplexx Promenada            | Bulevar Oslobođenja 119    | 8       | 1300      | 13                           | 15. novembra 2018. |
| Prizren    | Cineplexx Prizren              | Tiranska ulica             | 5       | 700       | 11                           | 20. novembra 2019. |
| Beograd    | Cineplexx BEO Shopping Center  | Vojislava Ilića 141        | 8       | 1200      | 14                           | 3. septembra 2020. |
| Beograd    | Cineplexx Galerija Belgrade    | Bulevar Vudroa Vilsona 12  | 9       | 1700      | 20                           | 30. oktobra 2020.  |
| Ukupno     | 10                             | 10                         | 74      | 12380     | 158                          | 11 godina          |